# 塩出翔太
塩出 翔太（しおで しょうた、2003年9月11日 - ）は、広島県尾道市出身の陸上競技選手。専門は中距離走・長距離走。広島県立世羅高等学校卒業、現在は青山学院大学教育人間科学部・教育学科に在学中。

## 経歴

### 高校時代まで
- 尾道市立栗原中学校時代より、陸上競技部に所属している。
- 中学卒業後は駅伝の強豪校・広島県立世羅高等学校へ入学し、陸上競技部に入部。年末恒例の全国高等学校駅伝競走大会において、高校1年生時（2019年）は6区・区間11位（チーム総合12位）。高校2年生時（2020年）は7区アンカー・区間3位の力走で、世羅高校チームとして総合優勝ゴールテープを切る立役者となった[3]。高校3年生時（2021年）は主将に就任し世羅高校が2年連続で優勝したが、故障により補欠に廻されて出場は果たせなかった[4][5]。

### 大学時代
- 世羅高校のOBに当たる原晋よりスカウトを受け、高校卒業後の2022年4月に青山学院大学へ入学し、青山学院大学陸上競技部・男子長距離ブロックに現在所属中。
- 当大学1年時、大学三大駅伝の出場はなかった。

- 当大学2年時、第35回出雲駅伝[6]と、第55回全日本大学駅伝[7]も共に出場はなし。

- 2024年1月開催の第100回箱根駅伝では復路・8区を担当し、大学三大駅伝デビューを果たす。前日の往路では、2位の駒澤大に2分38秒の差を付け2年ぶり6回目の往路優勝を達成[8]。翌日の復路でも差を広げ、トップで襷を受ける。塩出は区間歴代3位（1時間04分00秒）の好記録で区間賞を獲得し、後続をさらに突き放した[9]。青学大は2年ぶり7度目の総合優勝を果たし、大会新記録（10時間41分25秒）も樹立した[10]。
- 同年11月3日の第56回全日本大学駅伝では8区に出走し、2位と4秒差のトップで襷を受ける。しかし、國學院大・上原琉翔に競り負け、9km過ぎで2位に後退。さらに残り1kmでは、7区終了時点で2分37秒の差があった3位の駒澤大・山川拓馬にもかわされ、6年ぶりの優勝を逃した[11][12][13]。

- 2025年1月開催の第101回箱根駅伝では2年連続で8区を担当し、トップで襷を受ける。塩出は前回からタイムを14秒落としたものの、2年連続となる区間賞を獲得し2連覇に貢献した。

## 戦績

### 大学駅伝戦績
| 学年（年度）       | 出雲駅伝              | 全日本大学駅伝                    | 箱根駅伝                         |
| ------------------ | --------------------- | --------------------------------- | -------------------------------- |
| 1年生 （2022年度） | 第34回 ― - ― 出場なし | 第54回 ― - ― 出場なし             | 第99回 ― - ― 出場なし            |
| 2年生 （2023年度） | 第35回 ― - ― 出場なし | 第55回 ― - ― 出場なし             | 第100回 8区-区間賞 1時間04分00秒 |
| 3年生 （2024年度） | 第36回 ― - ― 出場なし | 第56回 8区-区間15位 1時間00分03秒 | 第101回 8区-区間賞 1時間04分14秒 |

## 自己記録
- 5000m - 13分51秒38（2025年6月1日、日本体育大学長距離競技会兼第15回NITTAIDAI Challenge Games）
- 10000m - 29分01秒03（2024年11月23日、GMOインターネットグループpresents MARCH対抗戦2024）
- ハーフマラソン - 1時間01分54秒（2024年2月4日、第76回香川丸亀国際ハーフマラソン）
- マラソン - 2時間19分20秒（2024年2月18日、第10回高知龍馬マラソン）